# Onthophagus euzeti
Onthophagus euzeti là một loài bọ cánh cứng trong họ Bọ hung (Scarabaeidae).